# Вилађо Бертани (Маса-Карара)
Вилађо Бертани је насеље у Италији у округу Маса-Карара, региону Тоскана.
Према процени из 2011. у насељу је живело 25 становника. Насеље се налази на надморској висини од 140 м.